# Trinity Rescue Kit
Trinity Rescue Kit (TRK) è una distribuzione Linux gratuita e aperta con un'interfaccia a riga di comando.

## Descrizione
TRK è stata progettata per essere distribuita come CD live o USB live. L'autore di TRK, Tom Kerremans, include nella distribuzione varie utility software di terze parti per la riparazione di file danneggiati, il recupero dei dati, la reimpostazione delle password, la rilevazione di virus di computer e la clonazione dei dischi. TRK è particolarmente attrezzata per la riparazione di problemi comuni nei sistemi operativi Microsoft Windows e Unix.
Per ridurre lo spazio su disco richiesto, TRK utilizza un comando di aiuto personalizzato, trkhelp, invece delle pagine manuali tipiche delle distribuzioni Linux.
La preview build 396 è stata rilasciata nel marzo 2014. Una fork di TRK chiamata Mango (MAssive Network GhOst) è stata rilasciata da Juan Carlos Pineda, modificata per semplificare i computer clonati.
Lo scopo sarebbe quello di includere strumenti gratuiti che potrebbero aiutare a salvare un'installazione di Windows che è stata problematica. I binari e gli script provenienti da altre distribuzioni hanno ispirato il kit di salvataggio di Trinity. Le fonti includono Mandriva 2005 e Fedora Cores 3 e 4. La procedura di avvio e metodi e molti script sono eseguiti su misura per il kit di salvataggio di Trinity.